# Bataille des îles Santa Cruz
Vous lisez un « bon article » labellisé en 2013.
Pour les articles homonymes, voir Bataille de Santa Cruz.
Pour un article plus général, voir Bataille de Guadalcanal.
Guerre du Pacifique
Batailles
Campagne de Guadalcanal

Terrestres : 
- Tulagi et Gavutu–Tanambog
- Tenaru
- Edson's Ridge
- Rivière Matanikau
- Henderson Field
- Offensive de la Matanikau
- Koli Point
- Carlson's patrol
- Monts Austen

Navales :
- Île de Savo
- Salomon orientales
- Cap Espérance
- Îles Santa Cruz
- Bataille navale de Guadalcanal
- Tassafaronga
- Ke
- Îles de Renell

La bataille des îles Santa Cruz (également appelée bataille du Pacifique Sud (南太平洋海戦) dans les sources japonaises) qui eut lieu entre les 25 et 27 octobre 1942 fut la quatrième bataille aéronavale du théâtre Pacifique de la Seconde Guerre mondiale et le quatrième engagement majeur entre la marine impériale japonaise et la marine américaine durant la bataille de Guadalcanal. Comme lors des batailles de la mer de Corail, de Midway et des Salomon orientales, les deux flottes entrèrent rarement en contact visuel et toutes les attaques furent menées par l'intermédiaire de l'aviation embarquée ou des appareils basés à terre.
Afin de chasser les forces alliées de Guadalcanal et des îles voisines et sortir de l'impasse existante depuis septembre 1942, l'armée impériale japonaise planifia une large offensive terrestre sur Guadalcanal pour le 23 octobre 1942. Une importante flotte japonaise comprenant plusieurs porte-avions et grands navires de guerre fut déployée dans le sud des îles Salomon afin d'intercepter les forces navales alliées, en particulier les porte-avions américains, qui tenteraient de s'opposer à l'offensive terrestre. Dans le même temps, les Alliés espéraient également engager les forces navales japonaises pour sortir de l'impasse militaire et chasser les Japonais de la région.
L'offensive terrestre japonaise sur Guadalcanal fut repoussée lors de la bataille d'Henderson Field et au même moment, les forces des deux adversaires se rencontrèrent le matin du 26 octobre 1942 juste au nord des îles Santa Cruz. Après une série d'attaques aériennes, les deux flottes quittèrent la zone avec de lourdes pertes. Par le nombre de navires et d'appareils détruits ou endommagés, les Japonais avaient remporté une victoire tactique, mais leurs forces perdues furent bien plus difficiles à reconstituer. La bataille est donc considérée comme une victoire à la Pyrrhus japonaise et les porte-avions japonais ne jouèrent pas d'autre rôle significatif dans la campagne de Guadalcanal qui fut finalement remportée par les Alliés.

## Contexte
Le 7 août 1942, les forces alliées, principalement américaines, débarquèrent à Guadalcanal, Tulagi et sur les îles Florida dans les îles Salomon. Les débarquements sur ces îles devaient permettre d'empêcher les Japonais de les utiliser pour menacer les routes de ravitaillement entre les États-Unis et l'Australie. Leur contrôle pouvait également servir à isoler la grande base japonaise de Rabaul et jouer un rôle de soutien pour la campagne de Nouvelle-Guinée. Les débarquements marquèrent le début de la bataille de Guadalcanal qui dura près de six mois.
Après la bataille des Salomon orientales, au cours de laquelle le porte-avions USS Enterprise fut sévèrement endommagé et resta en réparations pendant un mois à Pearl Harbor dans l'archipel d'Hawaï, il ne restait plus que trois groupes aéronavals américains dans le Pacifique Sud. Ces derniers étaient composés des porte-avions USS Wasp, Saratoga et Hornet, de leur aviation embarquée et des navires de soutien comme des cuirassés, des croiseurs et des destroyers qui étaient stationnés entre les îles Salomon et les Nouvelles-Hébrides. Les porte-avions pouvaient ainsi protéger les lignes de ravitaillement et de communication entre les principales bases alliées en Nouvelle-Calédonie et Espiritu Santo, soutenir les troupes terrestres à Guadalcanal et Tulagi et engager et détruire les navires japonais, et particulier les porte-avions, qui passaient à proximité.

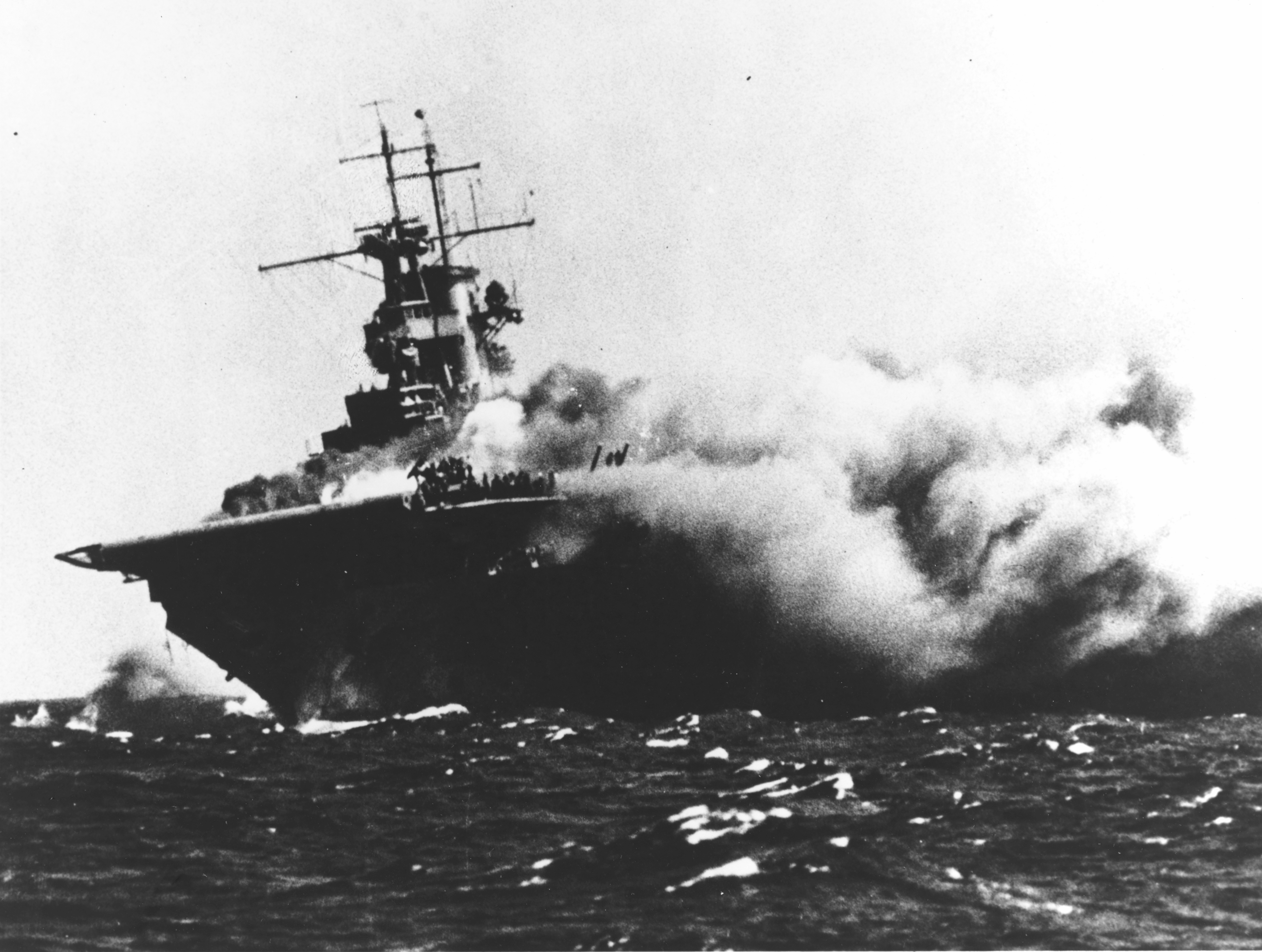
L' en feu après son torpillage le 14 septembre

La zone de l'océan dans laquelle les groupes aéronavals américains opéraient était appelée « carrefour des torpilles » par les marins américains en raison de la forte concentration de sous-marins japonais. Le 31 août, l'USS Saratoga fut torpillé par le sous-marin I-26 et fut mis hors de combat pendant trois mois. Le 14 septembre, l'USS Wasp fut touché par trois torpilles tirées par le sous-marin I-19 alors qu'il escortait un important convoi de ravitaillement allié à destination de Guadalcanal et faillit engager les porte-avions japonais Shōkaku et Zuikaku qui se retirèrent juste avant que les deux flottes ne soient à portée l'une de l'autre. Sans électricité, l'équipage de l'USS Wasp ne parvint pas à circonscrire les incendies et le navire fut abandonné puis sabordé.
Même s'ils ne disposaient plus que d'un seul porte-avions opérationnel, l'USS Hornet, dans le Pacifique Sud, les Alliés conservaient la supériorité aérienne dans le sud des Salomon grâce à la base aérienne d'Henderson Field (Guadalcanal). Néanmoins les appareils de cette base ne pouvaient pas opérer de nuit et les Japonais pouvaient donc naviguer autour de Guadalcanal presque sans opposition à la faveur de l'obscurité. La situation militaire sur l'île était donc bloquée avec les Alliés acheminant les renforts et le ravitaillement pendant la journée et les Japonais faisant de même pendant la nuit avec le “Tokyo Express” sans qu'aucun des deux camps ne parvienne à prendre un avantage décisif. Au milieu du mois d'octobre, les deux adversaires avaient presque le même nombre de troupes sur l'île. Cette impasse fut brièvement interrompue par deux affrontements maritimes. Dans la nuit du 11 au 12 octobre, une flottille américaine intercepta une escadre japonaise en route pour bombarder la base aérienne de Guadalcanal au cours de la bataille du cap Espérance. Deux nuit plus tard, une autre flotte japonaise incluant les cuirassés Haruna et Kongō parvint à bombarder l'aérodrome et à détruire la plupart des installations et des appareils. Même s'il restait partiellement opérationnel, il fallut plusieurs semaines pour mener les réparations et remplacer les appareils détruits.

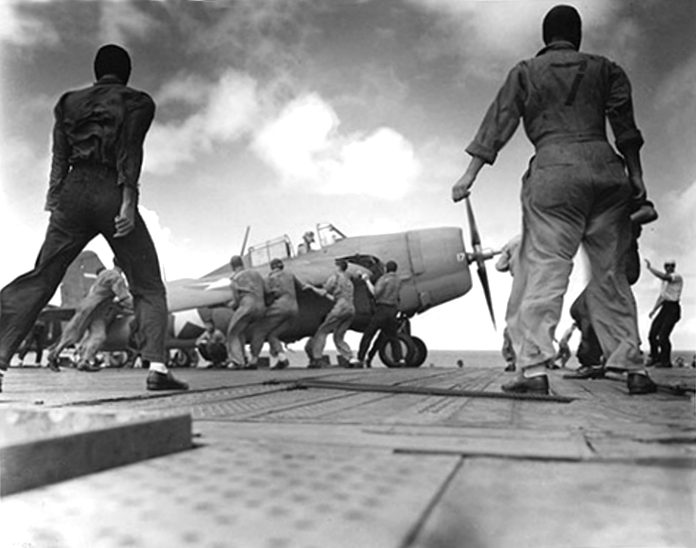
Préparation au décollage d'un F4F Wildcat sur le pont de l'USS Enterprise le 24 octobre 1942.

Dans le même temps, les États-Unis expédièrent les réparations de l'USS Enterprise pour qu'il puisse rejoindre le Pacifique Sud le plus rapidement possible. Le porte-avions reçut ses nouveaux appareils le 10 octobre et prit la mer le 16. Le 23 octobre, il rejoignit l'USS Hornet et le reste des forces navales alliées dans le Pacifique Sud à 500 km au nord-est d'Espiritu Santo.
Le 18 octobre, l'amiral Chester Nimitz, le commandant en chef des forces alliées du Pacifique, remplaça le vice-amiral Robert L. Ghormley par le vice-amiral William F. Halsey en tant que commandant de la zone du Pacifique Sud qui incluait les forces alliées opérant dans les îles Salomon. Nimitz considérait que Ghormley était devenu trop pessimiste pour mener les forces alliées tandis que Halsey était réputé pour son caractère combatif. Halsey commença immédiatement à planifier une opération visant à engager les forces navales japonaises.
La Flotte combinée japonaise cherchait également à affronter les forces alliées dans ce qu'elle espérait être une bataille décisive. Les deux porte-avions de la flotte, le Hiyō et le Jun'yō, et un porte-avions léger, le Zuihō arrivèrent dans la grande base japonaise de Truk depuis le Japon au début du mois d'octobre et y rejoignirent les porte-avions Shōkaku et Zuikaku. Avec cinq porte-avions pleinement opérationnels et ses nombreux navires de soutien, la Flotte combinée japonaise commandée par l'amiral Isoroku Yamamoto comptait compenser la défaite de Midway. En dehors de quelques attaques aériennes contre Henderson Field durant le mois d'octobre, les forces navales japonaises restèrent à l'écart des affrontements sur Guadalcanal dans le Nord-Ouest des Salomon en attendant l'occasion d'engager les porte-avions américains. Une importante offensive terrestre de l'armée japonaise sur l'île étant prévue pour le 20 octobre, Yamamoto se positionna plus au sud pour soutenir l'attaque et être prêt à engager les navires alliés qui se déploieraient en soutien des troupes attaquées. Les Japonais considéraient que les forces navales américaines étaient probablement dans les Salomon car ils avaient lu un rapport de l'agence United Press datée du 20 octobre indiquant que la marine américaine se préparait à un important affrontement aéronaval dans le Pacifique Sud.

## Prélude
Entre le 20 et le 25 octobre, les forces terrestres japonaises sur Guadalcanal tentèrent de s'emparer d'Henderson Field mais elles furent repoussées avec de lourdes pertes par les troupes américaines lors de la bataille d'Henderson Field. Croyant à tort que les Japonais avaient sécurisé l'aérodrome, une flottille japonaise approcha de Guadalcanal le matin du 25 octobre pour apporter son soutien à l'offensive. Les appareils d'Henderson Field attaquèrent le convoi toute la journée, coulèrent le croiseur léger Yura et endommagèrent le destroyer Akizuki.

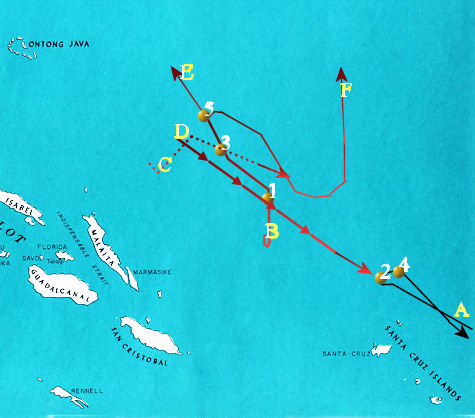
Carte de la bataille des îles Santa Cruz le 26 octobre 1942. Les lignes rouges représentent les forces japonaises et les noires, les porte-avions américains. Les points jaunes indiquent l'emplacement des principaux affrontements.

Malgré l'échec de l'offensive terrestre japonaise et la perte du Yura, le reste de la Flotte combinée continua de manœuvrer dans le sud des îles Salomon le 25 octobre à la recherche des navires américains. La flotte japonaise comprenait quatre porte-avions car un incendie accidentel avait obligé le Hiyō à retourner à Truk pour être réparé. Les forces japonaises furent divisées en trois groupes : la force « avancée » comprenant le Jun'yō, deux cuirassés, quatre croiseurs lourds, un croiseur léger et dix destroyers était commandée par le vice-amiral Nobutake Kondō à bord du croiseur lourd Atago ; le « corps principal » était composé des porte-avions Shōkaku, Zuikaku et Zuihō avec un croiseur lourd et huit destroyers et était commandé par le vice-amiral Chūichi Nagumo à bord du Shōkaku ; la force d'« avant-garde » rassemblait deux cuirassés, trois croiseurs lourds, un croiseur léger et sept destroyers sous le commandement du contre-amiral Hiroaki Abe à bord du Hiei. En plus de commander la force avancée, Kondō était également le commandant supérieur des trois forces.
Du côté américain, le contre-amiral Thomas Kinkaid et les groupes aéronavals de l'USS Hornet et de l'USS Enterprise patrouillaient au nord des îles Santa Cruz le matin du 25 octobre à la recherche des navires japonais. Les navires américains étaient déployés en deux flottes centrées sur les porte-avions et séparées d'environ 15 km. Les forces américaines étaient composés des deux porte-avions, du cuirassé USS South Dakota, de six croiseurs, les USS Portland, USS San Juan, Northampton, Pensacola, San Diego et Juneau ainsi que de 14 destroyers. Un hydravion PBY Catalina basé dans les îles Santa Cruz localisa la principale flotte japonaise à 11 h 03 mais celle-ci se trouvait à environ 650 km des navires américains, juste hors de portée de l'aviation embarquée. Kinkaid, espérant pouvoir lancer une attaque dans la journée, mit le cap à pleine vitesse sur la flotte japonaise et 23 appareils décollèrent à 14 h 25. Néanmoins, les Japonais, sachant qu'ils avaient été repérés par les appareils américains et ignorant où se trouvait la flotte américaine, mirent le cap au nord hors de portée de l'aviation embarquée américaine. Ainsi, les appareils américains ne trouvèrent pas les navires japonais et revinrent bredouilles à leurs porte-avions.

## Bataille

### Premières attaques aériennes
À 2 h 50 le 26 octobre, les forces navales japonaises firent demi-tour et les deux flottes se rapprochèrent jusqu'à ce qu'ils soient à environ 370 km l'une de l'autre vers 5 h du matin. Les deux camps lancèrent leurs appareils de reconnaissance et préparèrent leurs avions d'attaque pour pouvoir les engager dès que la flotte ennemie serait repérée. Même si un Catalina équipé d'un radar avait repéré les porte-avions japonais à 3 h 10, Kinkaid ne reçut ce rapport qu'à 5 h 12. Par conséquent, considérant que les navires japonais avaient changé de position durant les deux heures, l'amiral américain décida de garder ses appareils en réserve jusqu'à obtenir des renseignements plus précis.

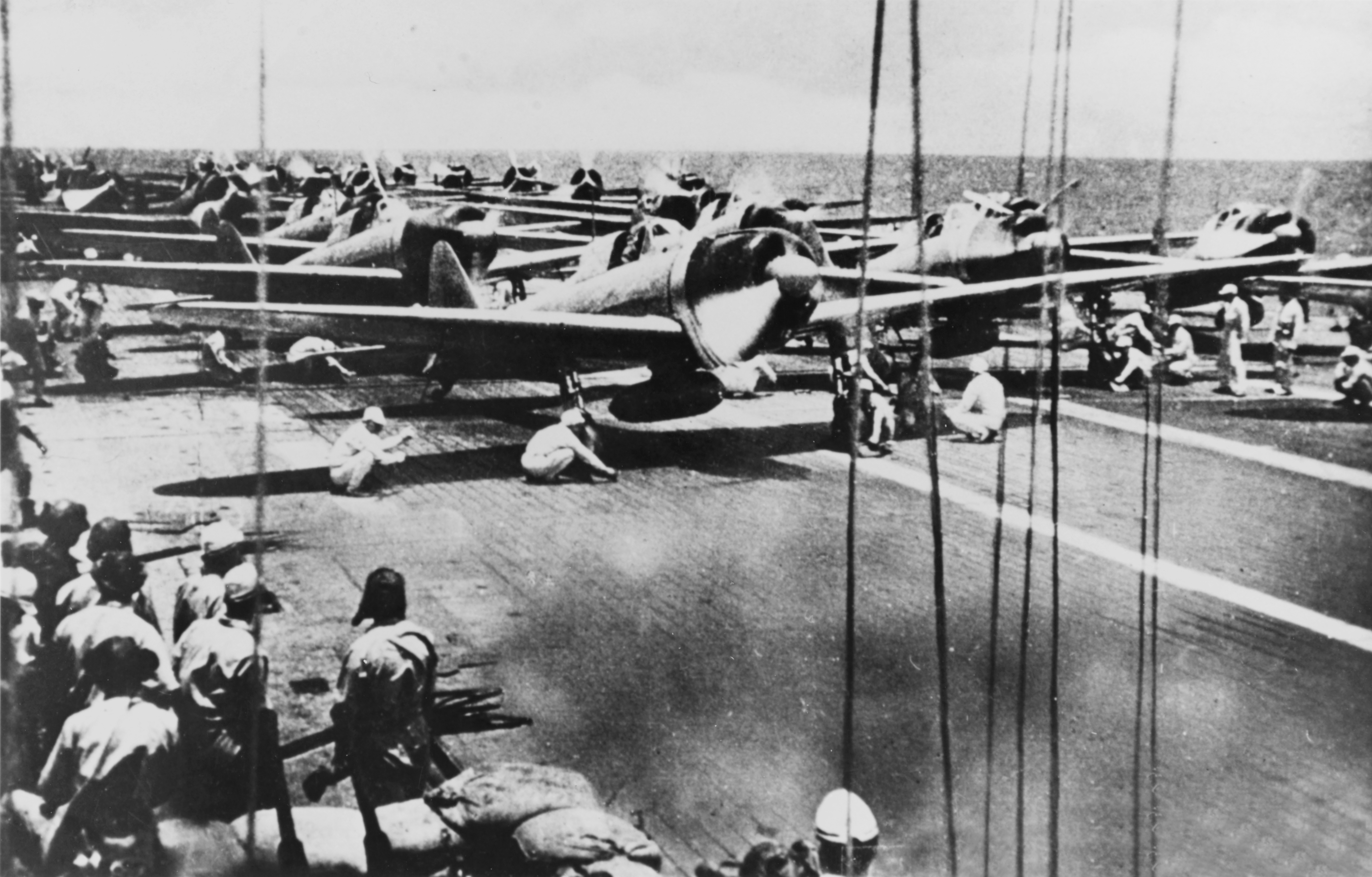
Appareils japonais sur le pont d'envol du Shōkaku avant leur décollage contre les groupes aéronavals américains le matin du 26 octobre 1942.

À 6 h 45, un appareil de reconnaissance américain repéra les porte-avions de la flotte principale de Nagumo. À 6 h 58, un avion de reconnaissance japonais repéra le groupe opérationnel de l'USS Hornet. Les deux camps se dépêchèrent de lancer leurs appareils pour être les premiers à frapper la flotte adverse. Les Japonais furent les premiers et firent décoller 64 appareils dont 21 bombardiers en piqué Aichi D3A2, 20 bombardiers-torpilleurs Nakajima B5N2, 21 chasseurs A6M3 Zero et deux Nakajima B5N2 de commandement qui se mirent en route vers l'USS Hornet à 7 h 40. Également à 7 h 40, deux appareils de reconnaissance SBD-3 Dauntless approchèrent du lieu où avaient été repérés les porte-avions japonais et plongèrent sur le Zuihō. Les chasseurs de protection japonais étant occupés à poursuivre les autres appareils de reconnaissance américains, les deux avions parvinrent à larguer leurs bombes qui endommagèrent sévèrement le pont d'envol et le porte-avions fut incapable de récupérer ses appareils.
Dans le même temps, Kondo ordonna à l'avant-garde d'Abe de foncer pour essayer d'engager au canon les navires américains. Kondo décida également de faire avancer sa force avancée à pleine vitesse pour que les appareils du Jun'yō puissent participer à l'attaque. À 8 h 10, le Shōkaku lança une seconde vague avec 19 bombardiers en piqué et 8 Zero et le Zuikaku fit décoller 16 bombardiers-torpilleurs à 8 h 40. Ainsi à 9 h 10, les Japonais disposaient de 110 appareils en vol vers les porte-avions américains.

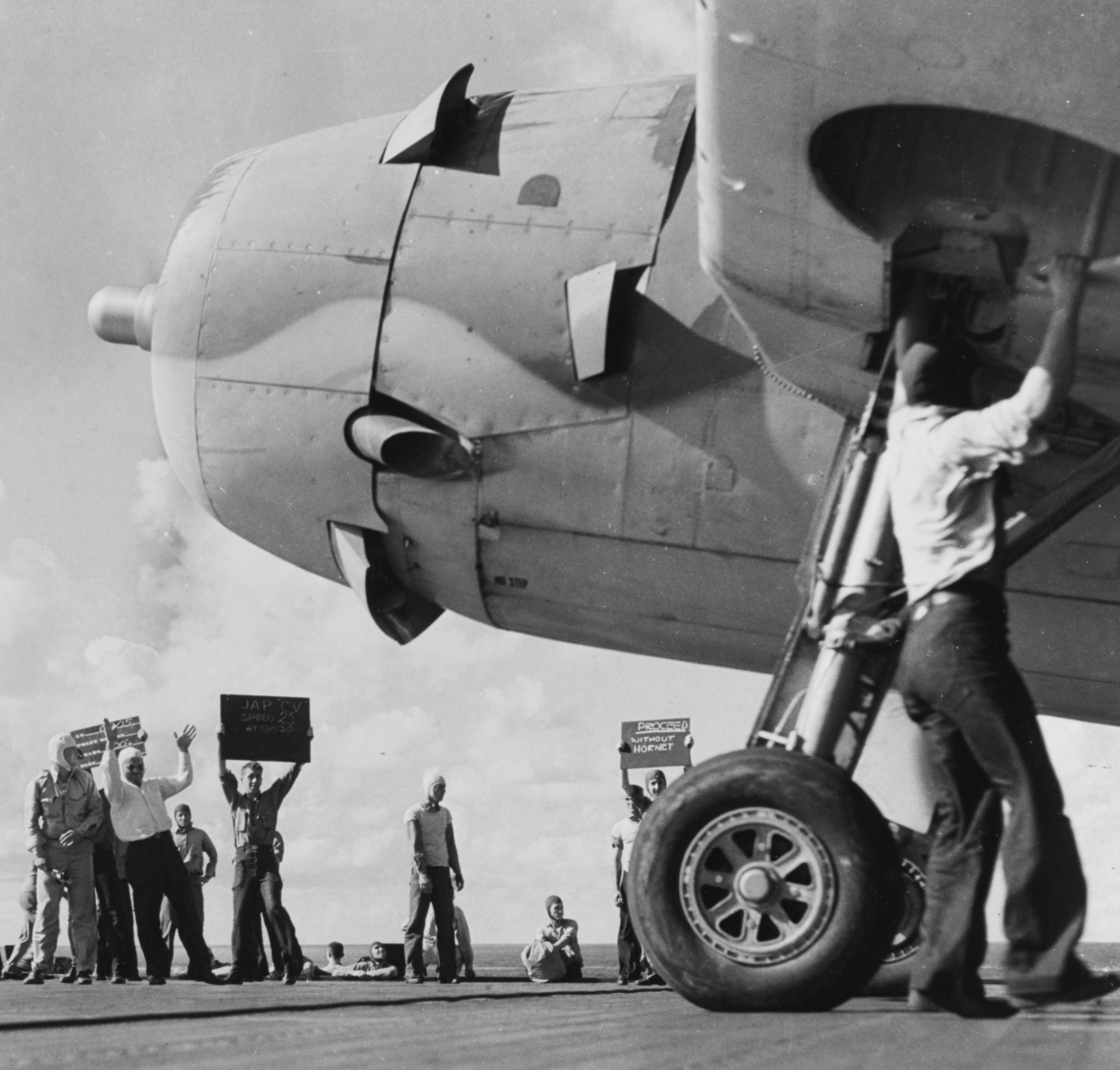
Un TBF se prépare à décoller de l'USS Enterprise le 26 octobre. Les panneaux tenus par les hommes d'équipage informent le pilote de la dernière position connue des porte-avions japonais ainsi que la consigne d'attaquer sans attendre le reste des appareils.

Les appareils américains décollèrent 20 minutes après les Japonais. Considérant qu'une attaque rapide était plus importante qu'une attaque groupée, les appareils américains formèrent des petits groupes et se mirent en route vers les navires japonais. La première escadrille, décollant de l'USS Hornet, comprenait 15 bombardiers en piqué SBD, six bombardiers-torpilleurs TBF-1 Avenger, 8 chasseurs F4F-4 Wildcat et se mit en route à 8 h. Un second groupe constitué de trois SBD, sept TBF et huit Wildcats de l'USS Enterprise décollèrent à 8 h 10. Un troisième groupe de neuf SBD, huit TBF et sept Wildcat de l'USS Hornet se mit en route à 8 h 20.
À 8 h 40, les deux formations aériennes adverses passèrent à proximité l'une de l'autre. Neuf Zero du Zuihō attaquèrent le groupe de l'USS Enterprise. Au cours de l'affrontement, quatre Zero, trois Wildcat et deux TBF furent abattus tandis que deux autres TBF et un Wildcat furent sévèrement endommagés et firent demi-tour.
À 8 h 50, la première formation américaine de l'USS Hornet repéra quatre navires de la force avancée d'Abe. Ne s'arrêtant pas, les appareils américains localisèrent les porte-avions japonais et se préparèrent à attaquer. Trois Zero du Zuihō attaquèrent les Wildcat de la formation et les éloignèrent des bombardiers qu'ils devaient protéger. Par conséquent, les bombardiers en piqué du premier groupe commencèrent leurs attaques sans escorte. Vingt Zero chargés de la défense des porte-avions engagèrent la formation des SBD et en abattirent quatre. Les onze SBD restants plongèrent sur le Shōkaku à 9 h 27 et entre trois et six bombes percutèrent le navire, en endommageant sévèrement le pont d'envol et en causant de gros dégâts dans les ponts inférieurs. Le dernier SBD de la formation bombarda le destroyer japonais Teruzuki qui fut légèrement endommagé. Les six TBF du premier groupe d'attaque furent distancés par les autres appareils, ne parvinrent pas à repérer les porte-avions japonais et retournèrent en direction de leur groupe aéronaval. Sur le chemin du retour, ils attaquèrent le croiseur lourd Tone mais aucune torpille ne toucha sa cible.

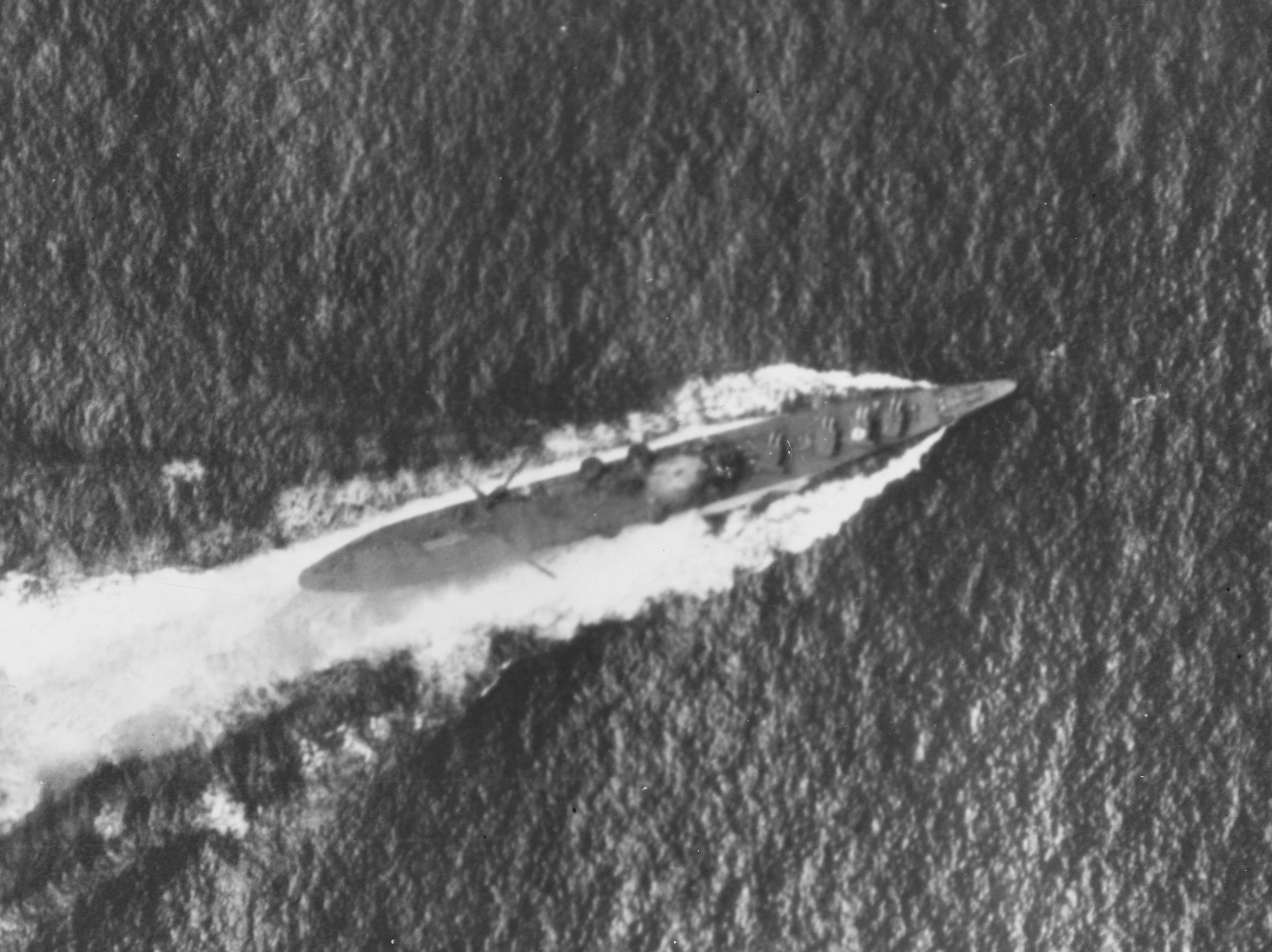
Le croiseur japonais Chikuma attaqué le 26 octobre. La tache blanche au centre du navire a été causée par une bombe de qui fit de gros dégâts.

Les TBF du second groupe d'attaque provenant de l'USS Enterprise furent incapables de localiser les porte-avions japonais et se rabattirent sur le croiseur lourd Suzuya de l'avant-garde d'Abe mais sans lui causer de dégâts. Presque au même moment, la troisième escadrille américaine de l'USS Hornet repéra les navires d'Abe et attaqua le croiseur lourd Chikuma. Le navire fut touché par deux bombes de 1 000 livres (454 kg) et fut sévèrement endommagé. Les trois SBD de l'USS Enterprise arrivèrent peu après et le Chikuma fut à nouveau endommagé par un impact direct et l'explosion de deux bombes à proximité. Finalement, les huit TBF du troisième groupe bombardèrent le Chikuma en feu qui fut à nouveau touché par une bombe. Le croiseur, escorté par deux destroyers, quitta la zone et mit le cap sur Truk pour y être réparé.
À 8 h 30, les porte-avions américains apprirent de leurs escadrilles en route qu'une formation de bombardement japonaise progressait dans leur direction. Le commandant de l'escadrille japonaise repéra le groupe aéronaval de l'USS Hornet (celui de l'USS Enterprise était dissimulé par un grain) et il déploya ses appareils pour l'attaque. À 8 h 55, les radars des porte-avions détectèrent les avions en approche à environ 65 km et ils orientèrent les 37 Wildcat de leur escorte pour les engager. Des problèmes de communications, des erreurs commises par les contrôleurs de vol et les procédures primitives empêchèrent cependant tous les chasseurs d'attaquer les appareils japonais avant qu'ils ne passent à l'action contre l'USS Hornet. Même si plusieurs bombardiers japonais furent abattus, la plupart d'entre eux commencèrent leur attaque sans opposition.
À 9 h 09, les canons antiaériens de l'USS Hornet et de ses navires d'escorte ouvrirent le feu alors que les vingt bombardiers-torpilleurs et les seize bombardiers en piqué commençaient leurs attaques sur le porte-avions,. À 9 h 12, une bombe de 250 kg tomba en plein milieu du pont d'envol et traversa trois ponts avant d'exploser en tuant soixante hommes. Quelques instants plus tard, une bombe de 242 kg percuta le pont d'envol en créant un trou de 3,4 m de diamètre et tuant trente hommes. Environ une minute plus tard, une troisième bombe tomba près du lieu d'impact de la première bombe, traversa trois ponts avant d'exploser en causant de gros dégâts mais sans faire de victimes. À 9 h 14, un bombardier en piqué fut touché par un obus antiaérien juste au-dessus de l'USS Hornet. L'appareil endommagé s'écrasa sur la cheminée du porte-avions et répandit du carburant en feu sur l'ensemble de l'îlot.
Au moment de l'attaque des bombardiers en piqué, les bombardiers-torpilleurs approchèrent également l'USS Hornet de deux directions. Malgré le tir nourri des défenses antiaériennes qui détruisit plusieurs appareils, le porte-avions fut touché par deux torpilles entre 9 h 13 et 9 h 17 qui détruisirent la propulsion du navire. Alors que l'USS Hornet s'arrêtait, un bombardier en piqué japonais endommagé s'écrasa délibérément sur le flanc du porte-avions et cela provoqua un incendie près du principal réservoir de carburant pour avions. À 9 h 20, lorsque le dernier appareil japonais quitta la zone, l'USS Hornet était immobilisé et en feu. 25 appareils japonais et six avions américains furent détruits lors de cette première attaque de l'USS Hornet.
Avec l'aide des canons à eau de trois destroyers d'escorte, les incendies sur le porte-avions furent maîtrisés vers 10 h. Les blessés furent évacués et le croiseur USS Northampton entreprit de remorquer le navire à l'écart de la zone des combats. L'installation du câble de remorquage prit cependant un certain temps et de nouveaux appareils japonais étaient en approche.

### Repli américain
À partir de 9 h 30, l'USS Enterprise récupéra la majorité des chasseurs endommagés et à court de carburant de la couverture aérienne ainsi que les appareils de reconnaissance des deux porte-avions. Cependant, comme son pont d'envol était surchargé d'avions et qu'une seconde vague d'attaque japonaise était en approche, l'USS Enterprise cessa les opérations d'atterrissage à 10 h. Les avions à court de carburant furent forcés d'amerrir et les destroyers récupérèrent les pilotes. L'un de ces appareils, un TBF de l'USS Enterprise endommagé lors de l'affrontement avec les Zero du Zuihō, amerrit à proximité du destroyer USS Porter. Alors que le navire secourait l'équipage de l'appareil, la torpille de l'avion se mit en marche et commença à tourner en rond avant de percuter l'USS Porter en tuant 15 marins. Les dégâts étaient très importants et le navire fut évacué par le destroyer USS Shaw qui détruisit ensuite l'USS Porter au canon.

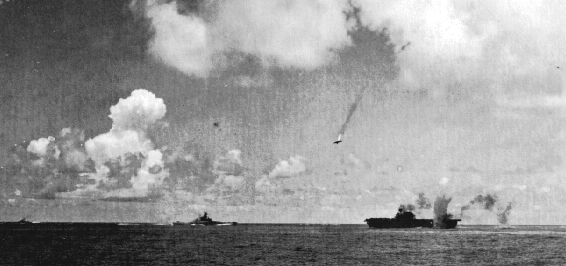
Un bombardier en piqué japonais (au centre) est abattu durant son attaque sur l'USS Enterprise (en bas à droite). Le navire au centre est le cuirassé USS South Dakota.

Alors que les appareils de première vague japonaise commençaient à retourner vers leur flotte après leur attaque de l'USS Hornet, l'un d'eux repéra l'USS Enterprise et transmit sa position. La seconde vague japonaise, considérant que l'USS Hornet était en train de couler, orienta alors son attaque sur le second groupe aéronaval à 10 h 08. À nouveau, les appareils de la couverture aérienne américaine eurent du mal à intercepter les avions japonais et ne détruisirent que deux des 19 bombardiers en piqué avant qu'ils ne commencent leur attaque. Malgré l'intense défense antiaérienne, deux bombes de 250 kg touchèrent le navire et une autre tomba juste à côté. Les dégâts étaient importants et l'ascenseur avant du porte-avions était bloqué en position haute. Douze des 19 bombardiers furent détruits lors de cette attaque.
Vingt minutes plus tard, les seize bombardiers-torpilleurs du Zuikaku arrivèrent sur place et se divisèrent en deux groupes. L'une de ces formations fut attaquée par deux Wildcat qui détruisirent trois appareils et en endommagèrent un quatrième. En feu, ce dernier s'écrasa volontairement sur le destroyer Smith en tuant 57 marins et en provoquant un incendie. Le destroyer passa dans le sillage du cuirassé USS South Dakota pour aider à l'extinction des incendies avant de reprendre sa position et de tirer avec ses canons restants sur les bombardiers-torpilleurs qui poursuivaient leur attaque.

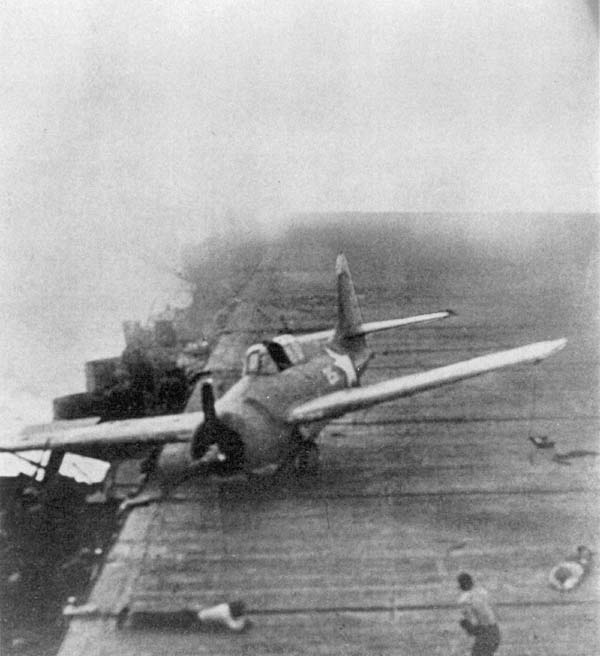
Un Wildcat de l'USS Hornet qui venait juste de se poser glisse sur le pont lors d'une violente manœuvre du navire pour éviter les bombes japonaises.

Les autres bombardiers-torpilleurs attaquèrent l'USS Enterprise, l'USS South Dakota et le croiseur USS Portland mais toutes leurs torpilles manquèrent leur cible ou n'explosèrent pas. L'affrontement se termina à 10 h 53 et neuf des seize bombardiers-torpilleurs japonais avaient été abattus. Après avoir circonscrit la plupart des incendies, l'USS Enterprise reprit ses opérations d'atterrissage à 11 h 15 pour récupérer les appareils revenant de leur attaque contre les navires japonais. Néanmoins, seuls quelques avions se posèrent avant qu'une nouvelle vague japonaise n'interrompe les opérations.
Entre 9 h 05 et 9 h 14, le Jun'yō était arrivé à moins de 520 km des porte-avions américains et il lança 17 bombardiers en piqué et 12 Zero. À 11 h 21, ces appareils plongèrent sur l'USS Enterprise. Une bombe tomba à proximité du navire et causa de nouveaux dégâts tandis que l'USS South Dakota et le croiseur USS San Juan furent également attaqués et subirent des dégâts modérés. 11 des 17 bombardiers en piqué japonais furent abattus lors de l'attaque.
À 11 h 35, Kinkaid décida de retirer l'USS Enterprise et ses navires d'escorte du champ de bataille car il était sévèrement endommagé et que l'USS Hornet était hors de combat ; de plus, il supposait (correctement) que les Japonais avaient encore un ou deux porte-avions indemnes dans la zone. Il ordonna au groupe de l'USS Hornet de faire de même dès que cela serait possible. Entre 11 h 39 et 13 h 32, l'USS Enterprise récupéra 57 des 73 appareils américains en vol alors qu'il quittait la zone de l'affrontement. Les autres avions amerrirent et leurs équipages furent secourus par les navires d'escorte.
Entre 11 h 40 et 14 h, le Zuikaku et le Jun'yō récupérèrent les quelques appareils revenant de leurs attaques et préparèrent le décollage de nouvelles vagues. L'officier d'appontage du Jun'yō décrivit le retour des appareils de la première vague :

« Nous scrutions le ciel avec appréhension. Il n'y avait que quelques appareils en l'air en comparaison du nombre qui avait décollé quelques heures auparavant… Les avions vacillaient et chancelaient sur le pont, chaque chasseur et bombardier était criblé de trous… Alors que les pilotes quittaient péniblement leurs étroits cockpits, ils parlaient d'une opposition incroyable, d'un ciel rempli d'éclats d'obus antiaériens et de balles traçantes. Le seul chef d'escadrille du Jun'yō à revenir semblait « si secoué qu'il lui arrivait parfois de ne pas parler de façon cohérente ». »

À 13 h, la force avancée de Kondo et l'avant-garde d'Abe se rassemblèrent pour avancer directement sur la dernière position connue des porte-avions américains et essayer de les engager au canon. Le Zuihō et le Shōkaku se retirèrent du champ de bataille et Nagumo laissa le contre-amiral Kakuji Kakuta avec la responsabilité du Zuikaku et du Jun'yō. À 13 h 6, le Jun'yō lança sa seconde vague de sept bombardiers-torpilleurs et de huit Zero tandis que le Zuikaku fit décoller sa troisième vague de sept bombardiers-torpilleurs, de deux bombardiers en piqué et de cinq Zero. À 15 h 35, le Jun'yō lança la dernière escadrille de la journée composée de quatre bombardiers et six Zero.

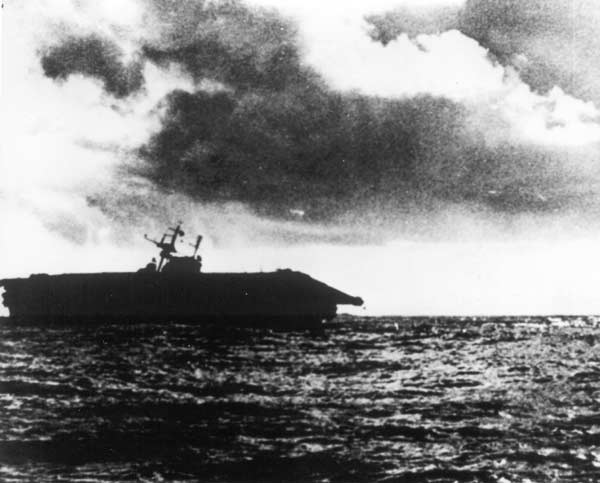
L'USS Hornet abandonné et en train de couler dans la soirée du 26 octobre

Après plusieurs problèmes techniques, l'USS Northampton commença à remorquer lentement l'USS Hornet à 14 h 45 dont l'équipage était sur le point de restaurer une partie de la propulsion. La seconde vague du Jun'yō arriva cependant à 15 h 20 et elle attaqua le porte-avions presque immobile. À 15 h 23, une torpille percuta l'USS Hornet et détruisit les réparations réalisées sur le système de propulsion. L'eau commença à s'engouffrer et le navire prit rapidement 14° de gîte. Sans électricité pour pomper l'eau, l'USS Hornet fut considéré comme perdu et l'équipage abandonna le navire. La troisième vague du Zuikaku attaqua à ce moment et une nouvelle bombe toucha le navire. L'ensemble de l'équipage fut évacué à 16 h 27 et la dernière attaque japonaise de la journée largua une bombe supplémentaire sur le porte-avions en train de couler à 17 h 20.
Les destroyers USS Mustin et USS Anderson reçurent l'ordre de saborder l'USS Hornet au canon et à la torpille tandis que le reste des navires américains se retira vers le sud-est pour échapper aux flottes japonaises en approche. Les navires japonais ne se trouvant plus qu'à quelques dizaines de kilomètres, les deux destroyers américains abandonnèrent la coque en feu de l'USS Hornet à 20 h 40. Quand les flottilles de Kondo et d'Abe arrivèrent à proximité de l'USS Hornet à 22 h 20, ils jugèrent qu'il était trop endommagé et n'essayèrent pas de le capturer. Les destroyers Akigumo et Makigumo achevèrent le porte-avions avec quatre torpilles de 610 mm qui finit par couler à 1 h 35 le matin du 27 octobre 1942. Plusieurs attaques nocturnes par des Catalina équipés de radars sur le Jun'yō et le Teruzuki, l'avance prise par les Américains dans leur retraite et une pénurie de carburant ont apparemment poussé les Japonais à ne pas poursuivre les navires américains. Après s'être ravitaillés dans le nord des îles Salomon, les navires rejoignirent leur base de Truk le 30 octobre. Durant leur retraite vers Espiritu Santo et la Nouvelle-Calédonie, l'USS South Dakota entra en collision avec le destroyer Mahan qui fut sévèrement endommagé.

## Conséquences

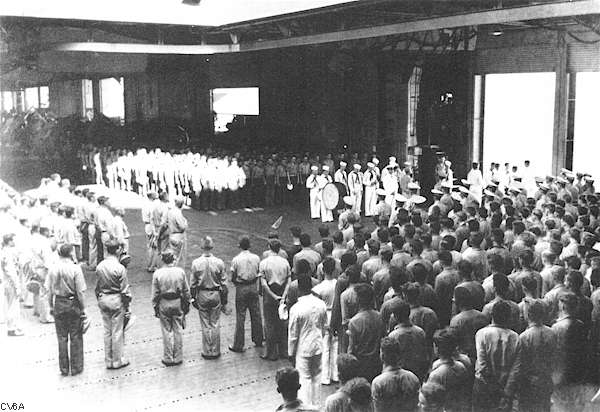
L'équipage de l'USS Enterprise assiste le 27 octobre à une cérémonie funéraire en mer pour les 44 marins tués pendant l'affrontement de la veille.

Les Japonais revendiquèrent la victoire en affirmant qu'ils avaient coulé trois porte-avions américains, un cuirassé, un croiseur, un destroyer et un « grand navire non-identifié » en plus de la destruction de 79 appareils et d'un plus grand nombre détruit lors du naufrage des porte-avions. En réalité, les Américains ne perdirent qu'un seul porte-avion, l'USS Hornet et le destroyer USS Porter. L'USS Enterprise fut sévèrement endommagé tout comme le cuirassé USS South Dakota, le croiseur léger USS San Juan et les destroyers USS Smith et Mahan. Sur les 175 appareils américains présents au début de la bataille, 81 furent perdus pour diverses raisons (33 chasseurs, 28 bombardiers en piqué et 20 bombardiers-torpilleurs). Par comparaison, trois navires japonais, les porte-avions Shōkaku et Zuihō et le croiseur lourd Chikuma, furent sévèrement endommagés et nécessitèrent d'importantes réparations. Sur 203 appareils japonais au début de l'affrontement, 99 furent perdus.
La destruction de l'USS Hornet fut une perte dramatique pour les forces alliées dans le Pacifique Sud car il ne restait plus qu'un seul porte-avions allié opérationnel mais endommagé pour l'ensemble du théâtre Pacifique. L'USS Enterprise fit cependant l'objet de réparations temporaires en Nouvelle-Calédonie et bien qu'encore endommagé, il fut capable de rejoindre le sud des Salomon deux semaines plus tard pour participer à la bataille navale de Guadalcanal où il joua un rôle majeur dans cet affrontement qui fut l'engagement naval décisif de la campagne de Guadalcanal.
En termes de navires coulés, la bataille fut une victoire japonaise mais ces derniers payèrent un lourd tribut. Les deux porte-avions endommagés furent forcés de retourner au Japon pour y subir d'importantes réparations. Après celles-ci, le Zuihō revint à Truk à la fin du mois de février 1943. Le Shōkaku resta au Japon jusqu'en mars 1943 et ne retourna pas sur le front avant juillet 1943 lorsqu’il rejoignit le Zuikaku à Truk.
La perte de nombreux pilotes fut cependant l'élément le plus dommageable pour la marine japonaise. Les Américains perdirent 81 appareils mais seulement 26 pilotes et membres d'équipage durant la bataille. De leur côté, les Japonais perdirent 99 appareils et 148 personnels navigants dont 68 pilotes dont de nombreux chefs d'escadrille. 49 % des pilotes de bombardiers-torpilleurs impliqués dans la bataille furent tués ainsi que 39 % des pilotes de bombardiers en piqué et 20 % des pilotes de chasseurs. Les Japonais perdirent plus de pilotes durant la bataille des îles Santa Cruz que lors des précédents affrontements aéronavals dans la mer de Corail (90), à Midway (110) et dans les Salomon orientales (61). Après la bataille des îles Santa Cruz, au moins 409 des 765 pilotes aguerris de l'aéronavale japonaise qui avaient participé à l'attaque sur Pearl Harbor étaient morts. Les Japonais perdirent tellement d'hommes que les porte-avions Zuikaku et Hiyō furent également obligés de retourner au Japon car il n'y avait plus suffisamment de pilotes expérimentés pour armer leurs escadrilles. L'amiral Nagumo, après avoir été limogé et réassigné au commandement de ports au Japon, écrivit dans son rapport à destination du quartier-général de la Flotte combinée : « Cette bataille fut une victoire tactique mais une défaite stratégique dévastatrice pour le Japon. Considérant la grande supériorité industrielle de notre ennemi, nous devons remporter de manière écrasante chaque bataille pour gagner cette guerre. Cette dernière, bien qu'elle soit une victoire, ne fut pas une victoire écrasante ».
Ayant perdu un grand nombre de ses équipages vétérans et sans possibilité de les remplacer rapidement du fait de ses capacités de formation limitées et du manque de réservistes expérimentés, le Japon fut incapable de prolonger ce succès et de remporter une victoire aéronavale décisive avant que la puissance industrielle des États-Unis ne rende cet objectif inatteignable. Même s'ils rejoignirent Truk à l'été 1943, les porte-avions japonais ne jouèrent plus aucun rôle offensif dans la campagne des îles Salomon. L'historien Eric M. Hammel décrivit ainsi l'affrontement : « les Santa Cruz furent une victoire japonaise. Cette victoire coûta au Japon son dernier meilleur espoir de remporter la guerre ».